# Xylotrechus ibex
Xylotrechus ibex là một loài bọ cánh cứng trong họ Cerambycidae.